# Club Náutico San Pedro

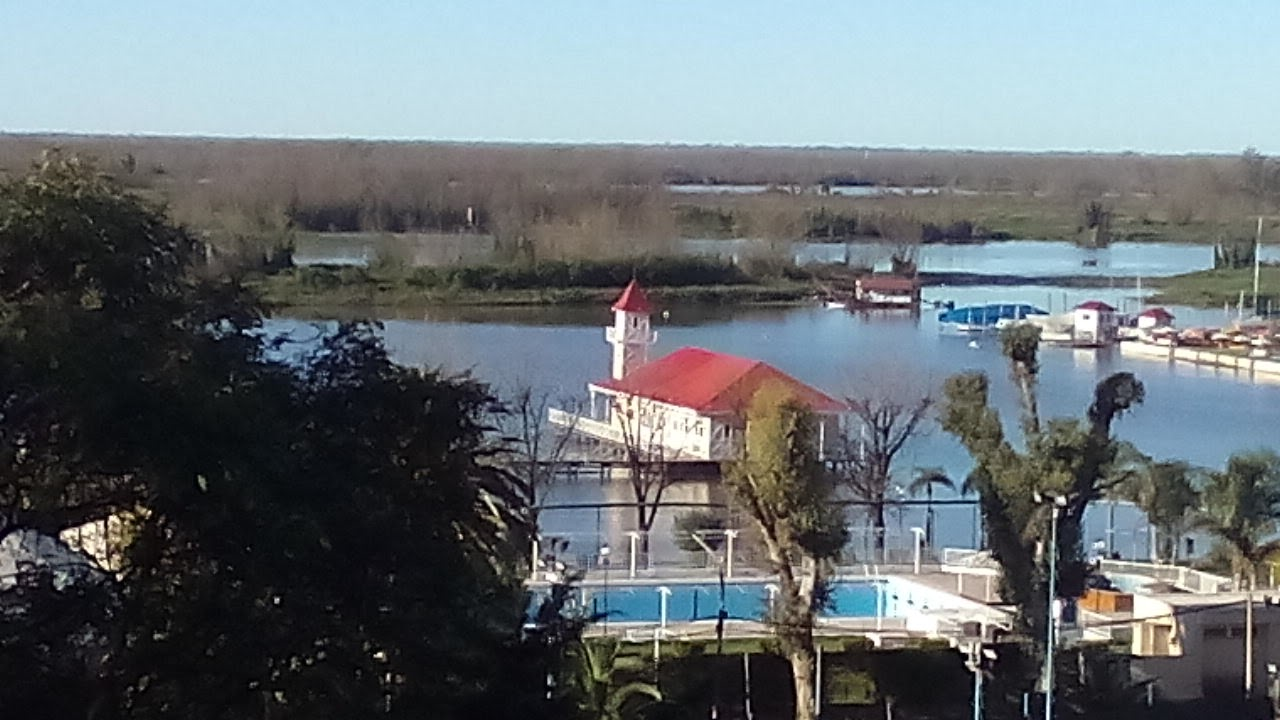
Sede social.

El Club Náutico San Pedro es un club náutico ubicado en San Pedro (Argentina). Se fundó el 6 de octubre de 1907 y fue uno de los seis clubes fundadores de la Federación Argentina de Yachting el 20 de octubre de 1922.

## Deportistas
Julio Alsogaray ha sido campeón nacional en las clases Laser y Snipe (con Malena Sciarra), campeón del mundo en la clase Lightning y tres veces regatista olímpico. En 2016 el CNSP ganó el Campeonato Argentino de Optimist por equipos, con Dante Cittadini, Ivan Luppi, Malena Sciarra, Maylen Muscia y Lucio Fenouil. 